# Виланд, Кристоф Мартин
Кристоф Мартин Виланд (нем. Christoph Martin Wieland; 5 сентября 1733, Оберхольцхайм — 20 января 1813, Веймар) — немецкий поэт и прозаик, издатель журнала «Германский Меркурий» (нем. Der Deutsche Merkur) — первого в Германии литературно-художественного периодического издания. Одна из центральных фигур в немецком литературном процессе XVIII века наряду с Лессингом, Шиллером, Гёте. 
Согласно Краткой литературной энциклопедии, центральной темой в произведениях Виланда была «апология умеренного гедонизма», а примиренческие взгляды делали его мишенью для насмешек поэтов, принадлежавших к движению «Буря и натиск».

## Биография
Родился в семье пастора Томаса Адама Виланда (1704—1772) и его жены Регины Катарины Виланд (урождённой Кик; 1715—1789), дочери майора маркграфского Баденского округа полка и потомственного принца Иоганна Кристофа Кика (1663—1741) и его второй жены Марии Кристины Кик, урождённой Рау (1689—1765). Дедушкой и бабушкой Кристофа Мартина Виланда по отцовской линии были Томас Адам Виланд-старший (1653—1729) и его жена Анна Мария Виланд, урождённая Бригель (1661—1736), дочь пастора.  
Прадед Виланда по отцовской линии, Мартин Юстин Виланд (1624—1685) был мэром города, а прабабушкой Виланда по отцовской линии была Мария Вальбурга Виланд, урождённая Верн (1627—1669).  
Первоначальное образование получил в монастырской школе около Магдебурга, а семнадцати лет от роду поступил в на юридический факультет в Тюбингенский университет, до этого уже дебютировав в литературе дидактическим стихотворением «О натуре вещей, или совершеннейший мир».  
Во время учебы он написал «Нравственные письма» («Moralische Briefe»), «Хвалебная песнь любви», еще несколько стихотворений и часть поэмы «Герман». Это последнее произведение он отправил на суд в Цюрих — Бодмеру. Заслужив самое лестное одобрение Бодмера и получив от него приглашение приехать в Цюрих, Виланд отправился туда в 1752 году, и между юношей и уже немолодым Бодмером завязались самые дружеские отношения. К цюрихскому периоду (1752—1759) относятся написанные в таком же набожно-отвлеченном духе, как и предыдущие, произведения Виланда: «Испытание Авраама», «Письма умершего к оставшимся в живых друзьям» и «Чувства христианина», а также  разговор «Араспес и Пантея» (под влиянием греческих образцов) и трагедия «Иоанна Грей». 
В 1759 году Виланд из Цюриха, где он занимался также домашним учительством, переехал в Берн, где вошел в кружок, пропагандировавший идеи французской освободительной литературы XVIII века и где он подпал также в очень значительной степени под влияние подруги и последовательницы Ж. Ж. Руссо Юлии Бондели. Французское влияние на Виланда сделалось еще сильнее, когда он в 1760 году вернулся на родину, где в эту пору французская литература, французская культура, французская общественная жизнь с ее блеском, чувственностью и фривольностью стояли на первом плане. Плодами этих новых явлений и измененного миросозерцания явились за время от 1760—1769 г., в последовательном порядке, «Греческие рассказы», роман «Дон Сильвио фон Розальва, или Победа натуры над мечтательным бредом», роман «Агатон» и поэма «Музарион»; к этому же времени относится его полный и первый в Германии перевод на немецкий Шекспира. 
В 1769 году Виланд сделался профессором в Эрфуртском университете, а три года спустя принял в Веймаре место учителя сыновей вдовствующей герцогини Амалии и таким образом начал собой ряд тех знаменитостей, которые благодаря просвещенному меценатству герцогини и потом ее сына скоро сделали Веймар блестящим средоточием немецкой литературы и интеллигенции. В Веймаре Виланд жил до самой своей смерти.

## Семья
21 октября 1765 года Кристоф Мартин Виланд женился на Анне Доротее фон Хилленбранд (1746—1801), дочери купца и советника в Аугсбурге Иоганна Давида фон Хилленбранда (1712—1763) и его жены Марии Катарины фон Турм (1721—1758). В браке Кристоф Мартин Виланд и Анна Доротея Виланд имели четырнадцать детей в семье:
- София Катарина Сюзанна Виланд (1768—1837) — 18 мая 1785 года вышла замуж за философа Карла Леонгарда Рейнгольда (1758—1823).
- Каролина Мария Фридерика Виланд (1770—1851) — 28 сентября 1788 года вышла замуж за дьякона городской церкви в Йене Иоганна Соломона Готлиба Шорхта (1762/1763—1792).
- Доротея Виланд (1771—1779)
- Августа Амалия Виланд (1773—1858) — 1 сентября 1788 года вышла замуж за приходского священника Августа Якоба Либескинда (1758—1793), после смерти первого мужа вновь вышла замуж за Силезия Готлиба Фридриха Эрлера (1773—1857)
- Карл Виланд (1774—1774)
- Шарлотта Луиза Виланд (1776—1816) — 18 июня 1795 года вышла замуж за Генриха Гесснера (1768—1813)
- Людвиг Фридрих Август Виланд (1777—1819) — поэт.
- Карл Фридрих Виланд (1778—1856) — советник великого герцога по счетам в Веймаре 16 февраля 1817 года женился на Иоганне Фридерике Вильгельмине Рейх (1795—1860), дочери доктора юстиции Теодора Трауготта Рейха (1760—1846).
- Филипп Виланд (1780—1794)
- Вильгельм Август Виланд (1781—1865) — 3 мая 1808 года женился Жозефе Луизе Зауэр (ок. 1783—1869)
- Юлия Каролина Доротея Виланд (1782—1809) — 2 декабря 1799 года вышла замуж за Константина Штихлинга (1766—1836)
- Вильгельмина Иоганна Фридерика Виланд (1786—1798)
- Августа Фридерика Виланд (1786—1787)
- Мария Луиза Шарлотта Виланд (1789—1815) — 17 мая 1814 года вышла замуж за правительственного советника Густава Эммингхауса.

## Произведения
- Дон Сильвио де Розальва (1764);
- Агатон;
- Аристипп и некоторые из его современников;
- Новый Дон-Кихот;
- Музарион или философил Греции;
- Оберон, царь волшебников;
- Мраморная купель;
- История принца Бирибинкера;
- История абдеритов;
- Оберон. Музарион